# Crossogaster oculagrandis
Crossogaster oculagrandis är en stekelart som beskrevs av Van Noort 1994. Crossogaster oculagrandis ingår i släktet Crossogaster och familjen fikonsteklar.
Artens utbredningsområde är Kamerun. Inga underarter finns listade i Catalogue of Life.